# Паутинник слизистый
Паутинником слизистым также называют близкий вид Cortinarius mucifluus (Паутинник слизевой).
Паути́нник сли́зистый (лат. Cortinárius mucósus) — вид грибов, входящий в род Паутинник (Cortinarius) семейства Паутинниковые (Cortinariaceae).

## Описание
Пластинчатый шляпконожечный гриб со слизистым паутинистым покрывалом. Шляпка взрослых грибов достигает 4—10 см в диаметре, у молодых грибов полушаровидная до выпуклой, затем раскрывается до плоско-выпуклой, слизистая, иногда немного гигрофанная. Окраска красно-коричневая или жёлто-коричневая, в центре иногда почти чёрная, по краю желтоватая. Пластинки гименофора приросшие зубцом к ножке, довольно частые, у молодых грибов серовато-беловатые, при созревании спор коричневые.
Кортина серебристо-белая, паутинисто-слизистая, имеет свойство характерно растрескиваться (по крайней мере в основании ножки) на прижатые чешуйки.
Мякоть беловатая, под кожицей шляпки и в ножке коричневатая, лишена вкуса и запаха.
Ножка достигает 5—15 см в длину и 1,5—2,5 см в толщину, цилиндрическая или немного сужающаяся книзу, с волокнистой белой поверхностью, в нижней части нередко буреющая с возрастом, с характерными прижатыми чешуйками белого покрывала.
Споровый отпечаток ржаво-коричневого цвета. Споры 11—16×6—8 мкм, миндалевидные, с неровной поверхностью.
Пищевого значения не имеет, считается несъедобным грибом. Имеет свойство накапливать тяжёлые металлы в больших количествах (например, ртуть).

### Сходные виды
Паутинник слизистый относится к группе трудно отличимых видов подрода Myxacium. Некоторые из них:
- Cortinarius muscigenus Peck, 1888 — североамериканский вид, отличается часто голубоватой окраской слизистого покрывала, а также слизистой ножкой.
- Cortinarius vibratilis (Fr.) Fr., 1838 — Паутинник дрожащий — отличается булавовидным утолщением ножки и горьким вкусом.
- Cortinarius collinitus (Sowerby) Gray, 1821 — Паутинник пачкающий — отличается не растрескивающимся на чешуйки покрывалом, голубоватой ножкой. Гифы с пряжками.
- Cortinarius stillatitius Fr., 1838 — Паутинник капающий — шляпка желтовато-бурая, кортина слизистая, светло-фиолетовая. Гифы без пряжек.

## Экология и ареал
Широко распространён по бореальной зоне Евразии и Северной Америки. Произрастает в хвойных лесах, образует микоризу с сосной, изредка — с елью и (в альпийских районах) берёзой.

## Синонимы
- Agaricus collinitus var. mucosus (Bull.) Fr., 1821
- Agaricus mucosus Bull., 1792basionym
- Cortinarius collinitus var. mucosus (Bull.) Fr., 1838
- Myxacium mucosum (Bull.) P.Kumm., 1871